# بخش پری (شهرستان گالیا، اوهایو)
بخش پری (به انگلیسی: Perry Township) یک منطقهٔ مسکونی در ایالات متحده آمریکا است که در شهرستان گالیا، اوهایو واقع شده‌است.
 بخش پری ۹۹٫۴ کیلومتر مربع مساحت و ۱٬۵۹۵ نفر جمعیت دارد و ۱۸۸ متر بالاتر از سطح دریا واقع شده‌است.